# Petrove (Biliaivka)
Petrove  (ucraniano: Петрове) es una localidad del Raión de Odesa en el Óblast de Odesa de Ucrania. Según el censo de 2001, tiene una población de 915 habitantes.